# راي بولجر
راي بولجر (بالإنجليزية: Ray Bolger)‏ مواليد 10 يناير 1904 في ماساتشوستس، الولايات المتحدة - الوفاة 15 يناير 1987 في لوس أنجلوس، هو ممثل أمريكي بدأ مسيرته الفنية سنة 1922. امتدت مسيرته الفنية لأكثر من 63 عاما.

## الأعمال

### أفلام
- زيجفيلد العظيم (1936) (بدور: راي بولجر)
- ساحر أوز (1939)
- فتيات هارفي (1946)

### مسلسلات
- قارب الحب (1977) (بدور: هوراس ماكدونالد)
- جزيرة الفنتازيا (1978) (بدور: سبنسر راندولف)
- بيت صغير على المرج (1978)
- قارب الحب (1979) (بدور: آندي هوبكنز)
- بيت صغير على المرج (1979)
- جزيرة الفنتازيا (1982)
- ديفرنت ستروكس (1984)

## روابط خارجية
- راي بولجر على موقع IMDb (الإنجليزية)
- راي بولجر على موقع الموسوعة البريطانية (الإنجليزية)
- راي بولجر على موقع ألو سيني (الفرنسية)
- راي بولجر على موقع ميوزك برينز (الإنجليزية)
- راي بولجر على موقع تيرنر كلاسيك موفيز (الإنجليزية)
- راي بولجر على موقع أول موفي (الإنجليزية)
- راي بولجر على موقع قاعدة بيانات برودواي على الإنترنت (الإنجليزية)
- راي بولجر على موقع قاعدة بيانات برودواي على الإنترنت (الإنجليزية)
- راي بولجر على موقع قاعدة بيانات الأفلام السويدية (السويدية)
- راي بولجر على موقع إن إن دي بي (الإنجليزية)